# Richard Taylor (General, 1819)
Sir Richard Chambré Hayes Taylor, GCB (abweichende Namensschreibweise: Taylour; * 19. März 1819 in Dublin; † 6. Dezember 1904) war ein britischer General der British Army, der 1882  als kommissarischer Adjutant-General einen der höchsten Posten des Heeres innehatte sowie von 1883 bis 1886 Gouverneur des Royal Military College Sandhurst war.

## Leben

### Familiäre Herkunft, Offiziersausbildung und Krimkrieg
Richard Chambré Hayes Taylor war der Sohn des anglikanischen Geistlichen Henry Edward Taylour und dessen Ehefrau Marianne St. Leger. Sein älterer Bruder war der Politiker Thomas Edward Taylor, der unter anderem langjähriges Mitglied des Unterhauses (House of Commons) sowie zweimaliger Chancellor of the Duchy of Lancaster war. Sein Großvater väterlicherseits war Thomas Taylour, 1. Earl of Bective, während sein Urgroßvater mütterlicherseits St Leger St Leger, 1. Viscount Doneraile war. Zu seinen Onkeln väterlicherseits gehörten der Unterhausabgeordnete Thomas Taylour, der später 1. Marquess of Headfort wurde, der General und Unterhausabgeordnete Robert Taylor sowie der Unterhausabgeordnete Clotworthy Rowley, der später als 1. Baron Langford ebenfalls in den Adelsstand erhoben wurde.
Er selbst absolvierte nach dem Besuch der Hazelwood School eine Offiziersausbildung am Royal Military College Sandhurst und trat nach deren Abschluss am 11. Dezember 1835 als Leutnant (Second Lieutenant) in das Linieninfanterieregiment 79th Regiment of Foot (Cameron Highlanders) ein. Dort erfolgte am 29. März 1839 seine Beförderung zum Oberleutnant (First Lieutenant) sowie am 23. August 1844 zum Hauptmann (Captain). Als Angehöriger des Infanterieregiments The Royal Irish Regiment nahm er zwischen 1852 und 1853 am Zweiten Anglo-Birmanischen Krieg teil sowie am von 1853 bis 1856 andauernden Krimkrieg. Er nahm im weiteren Kriegsverlauf an der Schlacht an der Alma (20. September 1854), der Schlacht bei Balaklawa (25. Oktober 1854), der Schlacht bei Inkerman (5. November 1854) sowie der Belagerung von Sewastopol (17. Oktober 1854 bis 9. September 1855) teil. Dort wurde er am 12. Dezember 1854 zum Oberstleutnant (Lieutenant-Colonel) befördert und übernahm am 9. März 1855 den Posten als Kommandeur der 79th Regiment of Foot (Cameron Highlanders), die zu der Zeit Teil der Highland Brigade waren. Zuletzt war er während der Belagerung von Sewastopol Kommandeur der Royal Artillery der Highland Brigade.

### Generaladjutant und Gouverneur des Royal Military College
Nach seiner Rückkehr fungierte Taylor zwischen 1856 und 1859 zunächst als Kommandant des Depotbataillons der Festung Fort George bei Inverness und nahm danach für die Britische Ostindien-Kompanie am Indischen Aufstand von 1857 teil. Als Kommandeur des 79th Regiment of Foot (Cameron Highlanders) nahm er an der Belagerung von Lucknow, das am 15. März 1858 schließlich von den britischen Truppen eingenommen wurde. Er war zwischen November 1858 und Januar 1859 Kommandeur der in Avadh stationierten Brigade und wurde nach seiner Rückkehr 1860 dem Generalstab des Heeres zugeordnet. Dort erfolgte am 6. März 1868 seine Beförderung zum Generalmajor (Major-General) und war als solcher zwischen August 1873 und November 1876 Generalinspektor für das Rekrutierungswesen (Inspector-General of Recruiting). Im Anschluss fungierte er von November 1876 bis Oktober 1878 als stellvertretender Generaladjutant (Deputy Adjutant-General) und erhielt in dieser Verwendung am 23. August 1877 seine Beförderung zum Generalleutnant (Lieutenant-General). Zugleich wurde er 1876 Vorsitzender des Königlichen Instituts der Vereinigten Streitkräfte (Royal United Services Institute).
Richard Taylor, der am 30. Januar 1880 zum General befördert wurde, bekleidete zwischen August und November 1882 kommissarisch den Posten als Generaladjutant (Adjutant-General), einem der höchsten Posten innerhalb des Heeres, da der eigentliche Amtsinhaber General Garnet Wolseley, 1. Viscount Wolseley während dieser Zeit als Oberkommandierender der britischen Streitkräfte im Anglo-Ägyptischen Krieg ortsabwesend war. Aufgrund seiner Verdienste wurde er am 24. November 1882 zum Knight Commander des Order of the Bath (KCB) geschlagen, so dass er fortan den Namenszusatz „Sir“ führte. Als Nachfolger von Generalmajor William Craig Emilius Napier wurde er im Januar 1883 Gouverneur des Royal Military College Sandhurst und hatte diesen Posten bis zu seiner Ablösung durch General David Anderson 1886 inne. Am 26. Juni 1902 er zum Knight Grand Cross des Order of the Bath (GCB) erhoben.

### Ehe und Nachkommen
Richard Chambré Hayes Taylor heiratete am 9. Juni 1863 Lady Jane Hay, eine Tochter von Feldmarschall George Hay, 8. Marquess of Tweeddale und dessen Ehefrau Lady Susan Montagu. Aus dieser Ehe gingen vier Töchter und ein Sohn hervor. Durch die Heirat mit Lady Jane Hay wurde er zum Schwager von Arthur Hay, 9. Marquess of Tweeddale, Flottenadmiral Lord John Hay sowie der Politiker George Hay, Earl of Gifford.